# Paolo Valoti
Paolo Valoti (né le 19 avril 1971 à Alzano Lombardo, dans la province de Bergame en Lombardie) est un ancien coureur cycliste italien. 

## Biographie
Professionnel de 1996 à 2006, Paolo Valoti a notamment remporté la Coppa Bernocchi, la Coppa Agostoni et la Coppa Placci.

## Palmarès

### Palmarès amateur
- 1986
  -  Champion d'Italie sur route cadets
- 1991
  - 3e du Gran Premio Capodarco
- 1992
  - 3e du Grand Prix de l'industrie, du commerce et de l'artisanat de Carnago
  - 3e du Gran Premio Pretola
- 1994
  - Grand Prix de la ville d'Empoli
  - Targa d'Oro Città di Varese
- 1995
  - Classement général du Tour de la Région wallonne
  - Gran Premio della Liberazione
  - Gran Premio Capodarco
  - Giro del Valdarno
  - Florence-Viareggio
  - 3e du championnat d'Italie sur route amateurs

### Palmarès professionnel
- 1996
  - 8e étape du Tour du Portugal
  - 3e épreuve du Trofeo dello Scalatore
- 1997
  - 5e du Tour de Lombardie
- 2000
  - 4e étape de la Ster der Beloften
- 2001
  - 1re étape de la Semaine cycliste lombarde
  - Coppa Bernocchi
  - 2e des Trois vallées varésines
  - 3e du Grand Prix Bruno Beghelli
- 2003
  - 10e de la Classique de Saint-Sébastien
- 2004
  - 3e du Grand Prix Nobili Rubinetterie
- 2005
  - Coppa Agostoni
  - Coppa Placci

## Résultats sur les grands tours

### Tour de France
1 participation
- 2004 : abandon (15e étape)

### Tour d'Italie
3 participations
- 1997 : abandon
- 1999 : 65e
- 2000 : abandon (18e étape)

### Tour d'Espagne
1 participation
- 1996 : 74e